# IBM Generalized Markup Language
IBM Generalized Markup Language (IBM GML) ist eine Sammlung von Makros, die Formatierungsbefehle für das IBM-Textverarbeitungsprogramm SCRIPT enthält. SCRIPT ist die Hauptkomponente von IBMs Document Composition Facility (DCF). Mit DCF wird eine Einsteigersammlung von solchen Formatierungsbefehlen (Tags) angeboten.
GML wurde 1969 und in den frühen 1970er Jahren von Charles Goldfarb, Edward Mosher und Raymond Lorie entwickelt.
GML macht elektronische Dokumente transportabel und für verschiedene Geräte kompatibel. Indem die Textelemente in Bezug auf ihren Inhalt mit einem Markup versehen werden, erfolgt eine logische und nicht darstellungsbezogene Strukturierung des Dokuments.
GML-Tags sind solche Markups, die Elemente als Kapitel, Überschriften, Auflistungen, Absätze oder Tabellen auszeichnen.
GML befreit Verfasser von Texten von dokumentspezifischen Formatierungen wie etwa festgelegten Schriftarten, Zeilenabständen und Seitengestaltung, die von einem Script erfordert werden. Wird GML verwendet, wird ein Dokument mit Tags markiert, die festlegen, wie ein Zeichen auszusehen hat, das ist genauso auf Absätze, Auflistungen, Tabellen und Weiteres übertragbar. Das Dokument kann dann automatisch für eine Vielzahl von verschiedenen Peripheriegeräten formatiert werden, indem man für jedes Gerät ein Profil angibt. So lässt sich zum Beispiel durch die Festlegung eines Profils festlegen, wie ein Dokument auf einem Laserdrucker, einem Nadeldrucker oder einfach nur einem Bildschirm ausgegeben wird, ohne das Dokument selbst zu verändern.
Mit BookMaster bot IBM später ein Produkt an, das weitaus mehr Formatierungsbefehle als SCRIPT beherrschte.
Mit der Weiterentwicklung von GML wurde daraus eine der zwei Quellen, die heute als Basis für den Industriestandard der Standard Generalized Markup Language (SGML), ein Satz von Anweisungen für eine strukturierte Auszeichnungssprache.
Extensible Markup Language war anfangs eine angepasste und vereinfachte Weiterentwicklung von SGML, entwickelte sich infolge ihrer starken Verbreitung und Nutzung schnell zu einem eigenen Standard.
GML ist übrigens nicht mit der Game Maker Language oder der Geography Markup Language, die vom Open GIS Consortium entwickelt wurde, zu verwechseln.

## Eine Beispielseite in GML
```
   :h1.Erstes Kapitel:  Einführung
   :p.GML unterstützt hierarchische Container, wie etwa
   :ol
   :li.geordnete Listen,
   :li.ungeordnete Listen,
   :li.Definitionslisten
   :eol.
   sowie einfache Strukturen.
   :p.Die vereinfachte Auszeichnung erlaubt es, abschließende
   Formatierungsbefehle wie zum Beispiel für die Elemente "h1"
   oder "p" auszulassen.
```

## Weiteres
- Hypertext Markup Language
- Standard Generalized Markup Language
- XML